# Bandelnielsenia
Bandelnielsenia – wymarły rodzaj pluskwiaków z rodziny Dysmorphoptilidae, obejmujący tylko jeden znany gatunek: Bandelnielsenia chilena.
Gatunek i rodzaj zostały opisane w 2003 roku przez Rafaela G. Martinsa-Neto i Oscara F. Gallego na podstawie skamieniałości skrzydła, którą odkryto w formacji Santa Juana, w południowym Chile. Pochodzi ona z triasu późnego.
Owad ten miał przednie skrzydło długości 4 mm, o pomarszczonej powierzchni, z zaczątkami wklęśniętego rejonu dystalnego na krawędzi kostalnej i brakiem takowego na krawędzi analnej. Wierzchołkowa krawędź skrzydła była zaokrąglona, dość krótka i szeroka. Żyłka radialna i przednia medialna zlewały się ze sobą za wysokością podgięcia krawędzi kostalnej skrzydła. Tylna żyłka medialna miała 3 odgałęzienia. Oba odgałęzienia przedniej żyłki kubitalnej były takiej samej długości.